# قلعه خداوردی
قلعه خدا وردی مربوط به اوایل دوره قاجار است و در شهرستان جاجرم، بخش مرکزی، شهر درق، ۱۰ کیلومتری غرب شهر درق واقع شده و این اثر در تاریخ ۲۸ اسفند ۱۳۸۵ با شمارهٔ ثبت ۱۸۷۳۶ به‌عنوان یکی از آثار ملی ایران به ثبت رسیده‌است.